# Ікона Знамення Божої Матері

Ікона Знамення Божій матері Серафімопонетаївська вишита бісером

Ікона Знамення Божої Матері — одна з найшанованіших ікон православ'я.
Цей образ представляє звичайно Богоматір з молитовно піднятими руками і Божественним Немовлям на Її лоні. Це зображення належить до найдавніших.
Свято ікони 10 грудня.

## Оповідання
Прославляння стародавньої чудотворної ікони Божої Матері, після якого вона отримала найменування Знамення, відбулося в 1170 році під час чудового заступництва Богоматері міста Новгорода і його жителів.
У цей рік сполучені сили руських удільних князів, очолювані сином Суздальського князя Андрія Боголюського, підійшли під стіни Великого Новгорода. Новгородцям залишалося сподіватися лише на Божу допомогу. Дні і ночі молилися вони, благаючи Господа не залишати їх. На третю ніч почув архієпископ Новгородський Ілія голос, що повеліває йому узяти з Церкви Спаса Преображення на Ільіній вулиці образ Пресвятої Богородиці і винести його на міську стіну. Коли ікону переносили, — вороги пустили в хресний хід хмару стріл, і одна з них встромилася в іконописне лице Богородиці. З очей Її потекли сльози, і ікона обернулася лицем до міста. Після такого Божественного знамення на ворогів раптово напав нез'ясовний жах, вони стали побивати один одного, а підбадьорені Господом новгородці безстрашно спрямувалися в бій і перемогли.

## Подальша історія
У спогад чудового заступництва Цариці Небесної, архієпископ Ілія тоді ж встановив свято на честь Знамення Божої Матері, яке і донині святкує всією Руською Церквою. Афонський ієромонах Пахомій Логофет, присутній на святкуванні іконі в Росії, написав на це свято два канони. На деяких Новгородських іконах Знамення, окрім Богоматері з Передвічним Немовлям, зображаються і чудові події 1170 року. Чудотворна ікона 186 років після явища знамення знаходилася в тій же церкві Спаса Преображення на Ільіній вулиці. У 1356 році для неї був збудований в Новгороді храм Знамення Пресвятої Богородиці, що став собором Знаменського монастиря.

## Списки
Численні списки з ікони Знамення відомі по всій Росії. Багато які з них просяяли чудесами в місцевих храмах і найменовувались по місцю явища чудес. До таких списків ікони Знамення відносяться ікони Діонісиєво-Глушицька, Абалацькая, Курська, Серафімо-Понетаєвська та інші. В українському Свято-Знаменському жіночому монастирі головною святинею є ікона Знамення Божої Матері.

## Подібні ікони
У катакомбах святої Агнії в Римі є зображення IV століття Богородиці і Передвічним Немовлям на колінах. Відомий також стародавній візантійський образ Нікопії VI сторіччя, на якому Божа Матір зображена такою, що сидить на троні і тримає перед собою овальний щит із зображенням Богонемовля.
У Греції подібні зображення означали звичайно Різдво Христове і лише в православній культурі вони отримали найменування Знамення, тобто знак милості Богоматері до роду людському.